# Прибутковий будинок О. М. Штрома (Ростов-на-Дону)
Прибутковий будинок О. М. Штрома (рос. Доходный дом А. М. Штрома) — об'єкт культурної спадщини регіонального значення за адресою вулиця Велика Садова, 89 в Ростові-на-Дону. Був побудований на початку XX століття в історичній частині міста архітектором Леонідом Ебергом.

## Історія
У 1910-х роках архітектор Леонід Федорович Еберг тільки починав свою професійну діяльність: у 1911 році він завершив своє навчання в Московському училищі живопису, ліплення і зодчества і був запрошений на посаду завідувача будівлями при міській управі в Ростові-на-Дону. В цей же час відбувається його знайомство з заможним ростовчаніна — банкіром Олександром Михайловичем Штромом,— який шукав архітектора для створення проекту прибуткового будинку. Його вибір подає на Л. Ф. Еберга. Молодий архітектор почав займатися плануванням і будівництвом п'ятиповерхового прибуткового будинку. Через два роки проект був завершений, а станом на 1912 год п'ятиповерховий будинок був побудований. Кредитні кошти, взяті під будівництво будинку були виплачені. 
На фасаді прибуткового будинку була встановлена меморіальна дошка з текстом, в якій повідомлялося, що цей будинок був зведений в рік 300-річчя Дому Романових. Дошка на фасаді будинку розміщувалася до настання 1950-х років. 
Після побудови прибуткового будинку Штрома, у Леоніда Еберга з'явилися інші робочі замовлення в Ростові-на-Дону.